# Басаргин, Григорий Гаврилович
Григорий Гаврилович Басаргин (1790—1853, Астрахань) — вице-адмирал, военный губернатор, командир порта Астрахани; картограф.

## Биография
Родился в 1790 году. Происходил из дворянского рода Басаргиных, имевшего татарское происхождение. В ранней юности был отдан на обучение в Морской кадетский корпус. Уже в 15 лет, в звании гардемарина, был зачислен в действующий морской экипаж — на 80-пушечный линейный корабль «Уриил», ставший флагманом в составе эскадры, отплывшей в Средиземное море под командованием вице-адмирала Д. Н. Сенявина. Во время Второй Архипелагской экспедиции гардемарин Григорий Басаргин участвовал в сражениях этой эскадры с турками при Дарданеллах и у горы Афон.
Приказом по Морскому ведомству от 01 января 1808 года находившийся ещё в составе экспедиции гардемарин Басаргин был «назначен к производству в мичмана́ после экзамена». В этом звании он и вернулся на родину из Триеста в 1810 году и продолжил службу в Балтийском флоте.
В 1813-14 годах плавал в патрулях по Северному морю, вдоль берегов Англии, Голландии и Франции; участвовал в десанте на берегах Голландии — при блокаде и осаде крепости Флиссинген.
С началом Кавказской войны, в числе многих других перспективных офицеров Балтийского флота, Басаргин был переведён в становившийся отныне стратегически важным Каспийский флот. С 1817 года, в чине лейтенанта, он командовал корветом «Казань», а затем транспортом «Кура».
16 декабря 1821 года, — скорее всего, в честь какой-нибудь годовщины, — лейтенант Г. Г. Басаргин был награждён орденом св. Георгия IV степени (№ 3621 по кавалерскому списку Григоровича-Степанова) — «за 18 морских кампаний».
Курсируя на своих небольших судах вдоль берегов, лейтенант Басаргин составил картографическое описание юго-восточного (туркменского) побережья Каспийского моря, — плохо тогда изученного, — чем, видимо, привлёк внимание начальства. В 1823 году, уже в чине капитан-лейтенанта, Г. Г. Басаргин возглавил специальную гидрографическую экспедицию, целью которой было произвести береговую съёмку в северо-западной части Каспийского моря.
Экспедиция Басаргина продлилась два года; с помощью специально назначенных в экспедицию морских штурманов, Басаргин составил подробное описание бакинского, сальянского, саранского, ленкоранского и апшеронского рейдов, был также описан расположенный уже в восточной части моря Балханский залив, вместе с высохшим руслом «реки Актам» (так называлось место, где, предположительно, в Балханский залив когда-то впадала река Аму-Дарья).
За этот незаметный для непосвящённых гражданский подвиг молодой капитан-лейтенант был отмечен орденом Св. Владимира IV степени . Материалы экспедиции стали основой для морских карт «от Ленкорани до устья реки Куры» (1831) и «атласа Волжских устьев и части западного берега Каспийского моря» (1837), подготовленных и опубликованных гидрографическими службами Адмиралтейства.
С 1826 Басаргин командует военным бригом «Баку». С этим бригом он участвовал в Русско-Персидской войне, и за отличие при блокаде Астрабадского залива был награждён орденом св. Анны II степени. Сразу после войны Басаргин командует уже целым соединением — из четырёх бригов.
В 1831 году произведён в капитаны второго, а в 1836 — в капитаны первого ранга, и в следующем, 1837 году, после двадцатилетней службы на Каспии, переведён назад, в Кронштадт, — командиром 74-пушечного линейного корабля «Эмгейтен», классом очень похожего на «Уриил», на котором Басаргин когда-то совершил своё первое плавание.
«Эмгейтеном» Басаргин командовал пять лет, — до 1842 года. Сойдя, по возрасту, на берег, Григорий Гаврилович получил предложение Адмиралтейства принять командование над военно-морским портом в Астрахани, — в то время фактически это означало назначение командующим Каспийским флотом. Приняв предложение, Г. Г. Басаргин ещё более десяти лет приносил Отечеству пользу, применяя свой обширный военный и административный опыт на этом посту. Заслуги эти были вознаграждены званиями сначала контр-адмирала (1844), затем вице-адмирала (1852), орденами — Св. Анны и Св. Станислава I-х степеней, — а также назначением, в 1848 году, военным губернатором Астраханской губернии, с оставлением в должности командующего портом.
Скоропостижно скончался 6 (18) августа 1853 года и был похоронен в Астрахани, на Духосошественском кладбище.

## Семья
Жена — Анна Карловна из знатного рода фон Краббе. Дети:
- Владимир (1838—1893), вице-адмирал;
- Анна (1836—1859), мать художника М. А. Врубеля, который писал: «Я вообще большой поклонник Индии и Востока, — это, должно быть, басаргинское татарство»[4].
- Екатерина, жена адмирала А. А. Давыдова, бабушка художника Н. Э. Радлова[1]
- Ольга и Мария — воспитанницы Института благородных девиц[5]